# Левый Вах
Левый Вах — река в России, протекает по Нижневартовскому району Ханты-Мансийского АО. Устье реки находится в 932 км от устья реки Вах по левому берегу. Длина реки составляет 46 км.

## Притоки
(указано расстояние от устья)
- 9 км: река Болотная (лв)
- 16 км: река Исток (пр)

## Данные водного реестра
По данным государственного водного реестра России относится к Верхнеобскому бассейновому округу, водохозяйственный участок реки — Вах, речной подбассейн реки — бассейн притоков (Верхней) Оби от Васюгана до Ваха. Речной бассейн реки — (Верхняя) Обь до впадения Иртыша.
Код объекта в государственном водном реестре — 13011000112115200036954.